# Associação Desportiva Vasco da Gama
L'Associação Desportiva Vasco da Gama, noto anche semplicemente come Vasco da Gama, è una società calcistica brasiliana con sede nella città di Rio Branco, capitale dello stato dell'Acre.

## Storia
L'Associação Desportiva Vasco da Gama è stato fondato il 28 giugno 1952. Il nome del club è un tributo al Club de Regatas Vasco da Gama di Rio de Janeiro. Il Vasco da Gama ha vinto il Campionato Acriano nel 1965, nel 1999, e nel 2001. Il club ha partecipato al Campeonato Brasileiro Série C nel 1995 e nel 1999.

## Palmarès

### Competizioni statali
- Campionato Acriano: 3

1965, 1999, 2001
- Campeonato Acriano Segunda Divisão: 1

2013